# Alexândrio
Alexândrio (em latim: Alexandrium), também conhecido pelo nome de Sartaba, foi uma fortificação construída pela dinastia dos Asmoneus, localizado no topo de uma montanha entre as cidades de Bete-Seã e Jerusalém, perto do Vale do Jordão. Provavelmente recebeu este nome em uma homenagem ao rei da Judeia, Alexandre Janeu (104 a.C. - 77 a.C.).

## História
Alexândrio foi construído pela dinastia dos Asmoneus perto da fronteira com Samaria, para receber um destacamento militar e abrigar presos políticos. O historiador Flávio Josefo descreveu o forte como parte de um plano de fortificação das fronteiras da Judeia, juntamente com os fortes de Maquero e Hircano. Mais tarde foi mencionado durante a conquista da Judeia pelo general Pompeu. Em 64 a.C. o rei Aristóbulo II foi para Alexândrio com a intenção de resistir ao ataque dos romanos, mas Pompeu, que após conquistar as cidades de Pella e Bete-Seã, atacou e tomou a fortaleza, em seguida continuou em direção a Coreæ.
Em 57 a.C., Alexander Asmoneu iniciou o restauro da fortaleza e pouco tempo depois de fugir de uma batalha nos arredores de Jerusalém, abrigou-se na fortaleza com um exército de 4.500 homens. Mais tarde, o governador da Síria, Aulo Gabínio atacou o forte onde o destruiu parcialmente.
Alexândrio foi restaurada novamente por ordem de Herodes, o Grande, uma tarefa que ele atribuiu a seu irmão Pheroras. Herodes deu-lhe a característica de um Palácio no deserto, semelhante aos construídos em Massada, Heródio e Maquero. Herodes usou a fortaleza como uma prisão para seus oponentes políticos. Em 30 a.C., Herodes manteve sua esposa Mariana e sua mãe Alexandra presa neste palácio, que também foi o local do enterro de Alexandre e Aristóbulo, filhos Herodes executados na cidade de Sebastia em 7 a.C..
A fortaleza foi finalmente destruída nos motins que ocorreram durante o governo dos imperadores Vespasiano e Tito.

## Ligação externa
- Jewish Encyclopedia, Alexandrium